# Atibaia
Atibaia város Brazíliában, São Paulo államban. Lakosainak száma 137 187 fő (2015. július 1.). Atibaia Franco da Rocha, Francisco Morato, Jarinu, Bom Jesus dos Perdões, Piracaia, Campo Limpo Paulista, Bragança Paulista, Mairiporã és Nazaré Paulista községekkel határos.

## Népesség
A település népességének változása:
| Lakosok száma | 111 300 | 126 603 | 137 187 | 144 088 | 158 647 |
|               | 2000    | 2010    | 2015    | 2020    | 2022    |